# Библиотека Одељења за социологију Филозофског факултета Универзитета у Београду
Библиотека Одељења за социологију Филозофског факултета Универзитета у Београду је високошколска библиотека, намењена првенствено за потребе наставно-научног рада студената и наставника Филозофског факултета. Једна је од девет семинарских библиотека које постоје на овом факултету. 

## Историјат Библиотеке
Основана је одмах по оснивању Групе за социологију 1959. године. Војин Милић дао је посебан допринос у формирању и организацији њеног рада. Библиотека је од почетка свог рада прикупљала стручну литературу из области социологије и сродних научних дисциплина. По броју публикација из социологије данас је то највећа социолошка библиотека у земљи.

### Фонд
Највећи део фонда чине књиге, око 21000 наслова (око 22 000 примерака), од чега су више од половине оригинална страна издања и преведена дела. Највећи број страних издања чине књиге на енглеском језику.
Поред основног фонда библиотека има и 3 легата – Анђелке Милић, Михаила Поповића и Весне Кораћ. У фонду библиотеке се налази око 300 наслова домаћих и страних часописа, са око 8 000 свезака.

#### О раду Библиотеке
Библиотека поседује читаоницу са 30 места. Публикације, осим библиотечког примерка, издају се студентима и запосленима ван библиотеке, а за студенте других факултета Универзитета у Београду коришћење библиотечких фондова намењено је у читаоницама Библиотеке. Библиотека је аутоматизована, има електронски каталог, као и електронску базу од преко хиљаду чланова. Преко програмског система COBISS.SR чини саставни део Виртуелне библиотеке Србије. Корисницима је омогућено електронско претраживање свих монографских публикација које је библиотека примила после 1983. год.